# Carl-Erik Svensson
För andra betydelser, se Karl-Erik Svensson (olika betydelser).
Carl-Erik Svensson, född 20 februari 1891 i Göteborg, död 9 november 1978 i Stockholm, var en svensk gymnast.
Han blev olympisk guldmedaljör 1912.